# Березово (Кирилловский район)
Березово — деревня в Кирилловском районе Вологодской области.
Входит в состав Чарозерского сельского поселения, с точки зрения административно-территориального деления — в Чарозерский сельсовет.
Расстояние по автодороге до районного центра Кириллова — 119 км, до центра муниципального образования Чарозера — 35 км. Ближайший населённый пункт — Погорелово.
По переписи 2002 года население — 4 человека.
В 2016 году в деревне было сожжено несколько домов. В 2017 году московский фотограф Данила Ткаченко представил серию фотографий, запечатлевших горящие дома и сооружения, часть из которых, по предположению некоторых, сделана в Березово. Фотограф сообщил, что дома были подожжены им самим.